# Meru (wulkan)
Meru – aktywny stratowulkan w Tanzanii, ok. 70 km na zachód od Kilimandżaro. Wysokość 4567 m n.p.m. Najwyższy aktywny wulkan w Afryce. Wschodnia część stożka w znacznym stopniu zniszczona, najprawdopodobniej w wyniku odległego w czasie wybuchu podobnego do tego, który zniszczył St. Helens w stanie Waszyngton w 1980. Ostatnia erupcja wulkanu Meru była w 1910. Wokół głównego wulkanu występują ślady starszych erupcji w postaci mniejszych kraterów.
Meru znajduje się w środku tanzańskiego Narodowego Parku Arusha, żyzne wulkaniczne popioły otaczające wulkan wpłynęły na rozwój tutejszej sawanny i lasów, w których występuje około 400 gatunków różnych ptaków, a także małpy i drapieżne koty.
Pierwszego wejścia na szczyt dokonał Fritz Jaeger w 1904.